# Pueblo jémez

Narrador bajo un cielo soleado, "escultura de arcilla creada en 1993 por la artista jémez Rose Pecos-SunRhodes, en la colección permanente del Museo de los Niños de Indianápolis

Los jémez o walatow ("pueblo de la colina") son una tribu india de cultura pueblo y lengua towa (grupo de lenguas kiowa-tanoanas), que vive en Nuevo México. Su lengua tenía 2000 parlantes en 1967. Según datos del BIA de 1995, había 2885 apuntados al rol tribal, pero según el censo de 2000 estaban registrados 2856 individuos.
El Pueblo de Jémez (condado de Sandoval, Nuevo México) tiene 1953 habitantes, de los cuales el 99,13 % son amerindios y el 1,95 % hispanos.